# Nicholas Hoff
Nicholas John Hoff (Magyaróvár, 3 de janeiro de 1906 — Stanford, 4 de agosto de 1997) foi um engenheiro estadunidense.
Estudou no Instituto Federal de Tecnologia de Zurique, onde foi aluno de Aurel Stodola, graduando-se em 1928. Em 1929 foi contratado como engenheiro projetista de avião e analista de tensões na fábrica de aviões e motores Manfred Weiss, em Budapeste, onde trabalhou até 1938, quando imigrou para os Estados Unidos.
Foi professor de aeronáutica e astronáutica. Foi pioneiro no estudo de estabilidade elástica de estruturas de parede fina reforçadas, do tipo usado atualmente em fuselagem de aviões.
Recebeu a Medalha Theodore von Karman de 1972.